# Hypothyris tenna
Hypothyris tenna är en fjärilsart som beskrevs av Richard Haensch 1903. Hypothyris tenna ingår i släktet Hypothyris och familjen praktfjärilar. Inga underarter finns listade i Catalogue of Life.